# جورج واشنطن لوكاس
جورج دبليو. لوكاس (بالإنجليزية: George W. Lucas)‏ هو عسكري أمريكي، ولد في 1845 في إلينوي في الولايات المتحدة، وتوفي في 7 مايو 1921.